# Latridius consimilis
Latridius consimilis är en skalbaggsart som beskrevs av Mannerheim 1844. Latridius consimilis ingår i släktet Latridius, och familjen mögelbaggar. Arten är reproducerande i Sverige.